# 2. asociační liga 1930/1931
V soubojích 2. ročníku 2. asociační ligy 1930/31 (2. fotbalová liga) se utkalo 8 týmů dvoukolovým systémem podzim–jaro. Vítězem se stalo pražské mužstvo SK Čechie Karlín. Postoupilo taktéž mužstvo SK Viktoria Plzeň ze 2. příčky.

## Konečná tabulka
| Poř. | Tým                  | Z  | V  | R | P  | VG | OG | B  |
| ---- | -------------------- | -- | -- | - | -- | -- | -- | -- |
| 1.   | SK Čechie Karlín     | 14 | 10 | 2 | 2  | 78 | 21 | 22 |
| 2.   | SK Viktoria Plzeň    | 14 | 9  | 1 | 4  | 55 | 21 | 19 |
| 3.   | SK Rakovník          | 14 | 8  | 2 | 4  | 52 | 34 | 18 |
| 4.   | SK Libeň             | 14 | 7  | 3 | 4  | 43 | 36 | 17 |
| 5.   | Nuselský SK          | 14 | 6  | 1 | 7  | 42 | 44 | 13 |
| 6.   | SK Slavoj Žižkov     | 14 | 4  | 2 | 8  | 26 | 49 | 10 |
| 7.   | ČAFC Vinohrady       | 14 | 3  | 2 | 9  | 26 | 43 | 8  |
| 8.   | SK Čechie Praha VIII | 14 | 2  | 1 | 11 | 19 | 63 | 5  |

Poznámky:
- Z = Odehrané zápasy; V = Vítězství; R = Remízy; P = Prohry; VG = Vstřelené góly; OG = Obdržené góly; B = Body

- Do asociační ligy postoupila mužstva SK Čechie Karlín a SK Viktoria Plzeň.[1] Mužstva SK Plzeň a SK Olympia Plzeň, která se přihlásila k profesionalismu, byla zařazena do následujícího ročníku II. ligy.[1] O devátého účastníka 1. asociační ligy 1931/32 byla sehrána kvalifikační soutěž mezi třetím Rakovníkem a předposledním z 1. asociační ligy 1930/31, jímž byl Teplitzer FK. Prvoligovou příslušnost si udrželi Tepličtí.[1]

|  | Postup do 1. asociační liga 1932/33 |